# Joseph Gaspard
Joseph Gaspard (Perpinyà, 29 de juliol de 1902 - 1 de gener de 1959) fou un polític nordcatalà, senador al Senat francès durant la Cinquena República Francesa.

## Biografia
Era militant del Partit Republicà Radical i Radical-Socialista, amb el que fou escollir conseller del Consell General dels Pirineus Orientals pel Cantó de Perpinyà-Est el 1951. Alhora en 1948 fou designat senador pel departament dels Pirineus Orientals per tal d'ocupar l'escó que li corresponia al Senat i que havia quedat vacant. Va mantenir ambdós càrrecs fins a la seva sobtada mort el gener de 1959.